# Megaselia striativentris
Megaselia striativentris är en tvåvingeart som beskrevs av Borgmeier 1962. Megaselia striativentris ingår i släktet Megaselia och familjen puckelflugor. Inga underarter finns listade i Catalogue of Life.